# Chrysops
Chrysops is een geslacht van vliegen uit de familie van de dazen (Tabanidae).

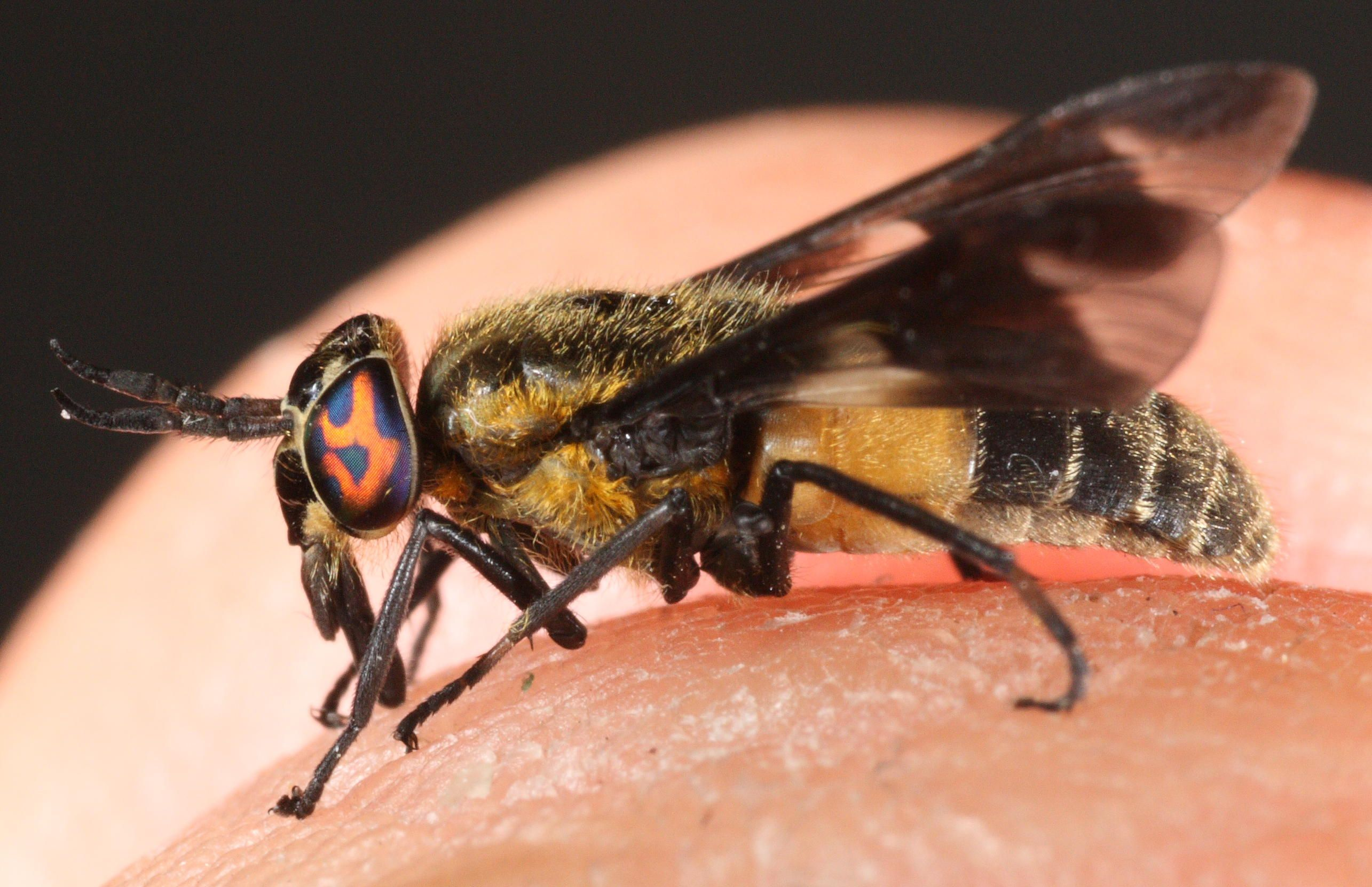
Chrysops caecutiens

## Soorten
- Chrysops abatus Philip, 1941
- Chrysops aberrans Philip, 1941
- Chrysops aestuans Wulp, 1867
- Chrysops amazon Daecke, 1905
- Chrysops asbestos Philip, 1950
- Chrysops ater Macquart, 1850
- Chrysops atlanticus Pechuman, 1949
- Chrysops beameri Brennan, 1935
- Chrysops bishoppi Brennan, 1935
- Chrysops bistellatus Daecke, 1905
- Chrysops brimleyi Hine, 1904
- Chrysops brunneus Hine, 1903
- Chrysops caecutiens (Linnaeus, 1758) Beekgoudoogdaas
- Chrysops callidus Osten Sacken, 1875
- Chrysops calvus Pechuman and Teskey, 1967
- Chrysops carbonarius Walker, 1848
- Chrysops cincticornis Walker, 1848
- Chrysops clavicornis Brennan, 1935
- Chrysops coloradensis Bigot, 1892
- Chrysops concavus Loew, 1858
- Chrysops connexus Loew, 1858
- Chrysops coquillettii Hine, 1904
- Chrysops cuculux Whitney, 1879
- Chrysops cursim Whitney, 1879
- Chrysops dacne Philip, 1955
- Chrysops dawsoni Philip, 1959
- Chrysops delicatulus Osten Sacken, 1875
- Chrysops dimmocki Hine, 1905
- Chrysops discalis Williston, 1880
- Chrysops dissimilis Brennan, 1935
- Chrysops divaricatus Loew, 1858
- Chrysops divisus Walker, 1848
- Chrysops dixianus Pechuman, 1974
- Chrysops dorsovittatus Hine, 1907
- Chrysops excitans Walker, 1850
- Chrysops facialis Townsend, 1897
- Chrysops fascipennis Macquart, 1834
- Chrysops flavidus Wiedemann, 1821
- Chrysops flavipes Meigen, 1804
- Chrysops frigidus Osten Sacken, 1875
- Chrysops fuliginosus Wiedemann, 1821
- Chrysops fulvaster Osten Sacken, 1877
- Chrysops fulvistigma Hine, 1904
- Chrysops furcata Walker, 1848
- Chrysops geminatus Wiedemann, 1828
- Chrysops hamatus Loew, 1858
- Chrysops harmani Tidwell, 1973
- Chrysops hinei Daecke, 1907
- Chrysops hirsuticallus Philip, 1941
- Chrysops hyalinus Shannon, 1924
- Chrysops ifasi Fairchild, 1978
- Chrysops impunctus Kröber, 1926
- Chrysops indus Osten Sacken, 1875
- Chrysops italicus Meigen, 1804
- Chrysops lateralis Wiedemann, 1828
- Chrysops latifrons Brennan, 1935
- Chrysops luteopennis Philip, 1936
- Chrysops macquarti Philip, 1961
- Chrysops mauritanicus Costa, 1893
- Chrysops melicharii Mik, 1898
- Chrysops mitis Osten Sacken, 1875
- Chrysops moechus Osten Sacken, 1875
- Chrysops montanus Osten Sacken, 1875
- Chrysops niger Macquart, 1838
- Chrysops nigribimbo Whitney, 1879
- Chrysops nigripes Zetterstedt, 1838
- Chrysops noctifer Osten Sacken, 1877
- Chrysops obsoletus Wiedemann, 1821
- Chrysops pachycerus Williston, 1887
- Chrysops parallelogrammus Zeller, 1842
- Chrysops parvulus Daecke, 1907
- Chrysops passosi Dias, 1980
- Chrysops pechumani Philip, 1941
- Chrysops pikei Whitney, 1904
- Chrysops proclivis Osten Sacken, 1877
- Chrysops provocans Walker, 1850
- Chrysops pudicus Osten Sacken, 1875
- Chrysops reicherti Fairchild, 1937
- Chrysops relictus Meigen, 1820 Goudoogdaas
- Chrysops rufipes Meigen, 1820 Roodpootgoudoogdaas
- Chrysops sackeni Hine, 1903
- Chrysops separatus Hine, 1907
- Chrysops sepulcralis (Fabricius, 1794) Donkere goudoogdaas
- Chrysops sequax Williston, 1887
- Chrysops shermani Hine, 1907
- Chrysops sordidus Osten Sacken, 1875
- Chrysops striatus Osten Sacken, 1875
- Chrysops surda Osten Sacken, 1877
- Chrysops tidwelli Philip & Jones, 1962
- Chrysops univittatus Macquart, 1855
- Chrysops upsilon Philip, 1950
- Chrysops venus Philip, 1950
- Chrysops viduatus (Fabricius, 1794) Stipgoudoogdaas
- Chrysops virgulatus Bellardi, 1859
- Chrysops vittatus Wiedemann, 1821
- Chrysops wileyae Philip, 1955
- Chrysops zinzalus Philip, 1942